# Quartiere di Porta Crucifera
Il Quartiere di Porta Crucifera (conosciuto anche come Colcitrone) è uno dei 4 quartieri storici della città di Arezzo; ogni anno sfida gli altri quartieri nella tradizione storica della "Giostra del Saracino" nelle due edizioni di giugno e settembre. 
I colori ufficiali sono il rosso e il verde. 
Il giornale periodico è Il Mazzafrusto.

## L'emblema e l'araldica

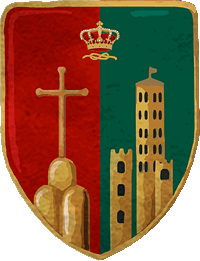
Emblema del Quartiere

L'emblema di Porta Crucifera risponde alla seguente blasonatura araldica: «Partito: nel primo di rosso, al monte all’italiana d’oro, movente dalla punta e cimato da una croce latina dello stesso; nel secondo di verde, al campanile della chiesa di Santa Maria della Pieve di Arezzo d’oro, finestrato di nero e accompagnato da due torri dello stesso, finestrate di nero, quella di destra più alta, tutti moventi dalla punta; il tutto sormontato da Nodo di Savoia d’oro, sormontato a sua volta dalla Corona Reale di Savoia, ambedue attraversanti sulla partizione».
È costituito da uno stemma partito, ossia da un scudo araldico diviso in due parti uguali da una linea verticale. A sinistra di color rosso fegato con monte di tre colli d’oro all'italiana, cimato da una croce; a destra di colore verde con campanile della Pieve e torri d’oro, tutte finestrate in nero. Il partito, privo delle figure, è identico all'antica insegna araldica del Comune di Arezzo. L’insegna era prima di tutto un segno militare. Quando il Comune di Arezzo iniziò la sua espansione sottomettendo vaste aree del territorio, da Città di Castello alla Massa Trabaria, dal Tevere al Casentino, dalla Val d'Ambra alla Val di Chiana, il dominio di Arezzo venne distinto in Città, contado e distretto. L’intero territorio fu suddiviso in quattro viscontarie, ognuna legata per l’amministrazione della giustizia ad un quartiere cittadino. A Porta Crocifera vennero assegnati cortinis eius et Viscontaria Verone come recitano gli Statuti del 1327.
Mentre il partito in rosso e verde continuò a rappresentare l’emblema del Comune aretino, fu necessario creare un nuovo simbolo araldico che rappresentasse il dominio aretino, lo Stato di Arezzo. Venne allora introdotto un cavallo inalberato che oggi è il simbolo della città di Arezzo ma che propriamente fu l’emblema dello Stato aretino, come dire di città e contado. L’emblema araldico di Porta Crucifera, allora, arricchito dei simboli di Cittadella e Pieve, e di monte con croce dorata, si ricollega all'antico segno araldico del Comune aretino, di cui porta i gloriosi colori.
All'araldica già esistente vennero aggiunti tre colli sormontati dalla croce, d'oro anch'essi, ripresi da uno stemma presente nell'angolo esterno della chiesa di Santa Croce prima del suo bombardamento. L'insegna è detta anche “parlante”, perché riferita sia alla posizione elevata, sia al colle sormontato dalla croce, detto “crucifero”.
Nel 1962 arrivò in Colcitrone una lettera col marchio dei Savoia, che tuttora permette di esporre la “corona reale”, d’oro, in testa allo scudo e il “nodo sabaudo”, d’azzurro, in punta. Questo attaccamento della Real Casa è ricollegato alla Giostra del 12 giugno 1938, che vide come ospite il Re Umberto I e la moglie, i quali salutarono il popolo affacciandosi dalla finestra di palazzo Cavallo, finestra abbellita dall'arazzo di Porta Crucifera e leggenda vuole che, grazie a questo fatto, la lancia arrivò in palazzo Alberti. Il "Nodo di Savoia" e la "Corona Reale di Savoia" rappresentano concessione di privilegio sovrano e testimonianza di speciale benevolenza da parte di Umberto II di Savoia (20 luglio 1962).
Ciò rende il Quartiere di Porta Crucifera, tra tutte le compagini di rievocazioni e perduranti tradizioni folkloristiche, l'unica compagine a poter vantare un privilegio araldico regio assieme alle contrade di Siena. (Cfr. Luigi Borgia A.I.H., Privilegi araldici in favore dell'insegna del Quartiere di Porta Crucifera della città di Arezzo, Rivista del Collegio Araldico - Storia Diritto Genealogia, Anno CXVII, giugno 2020, pp. 132–160).

## Il territorio

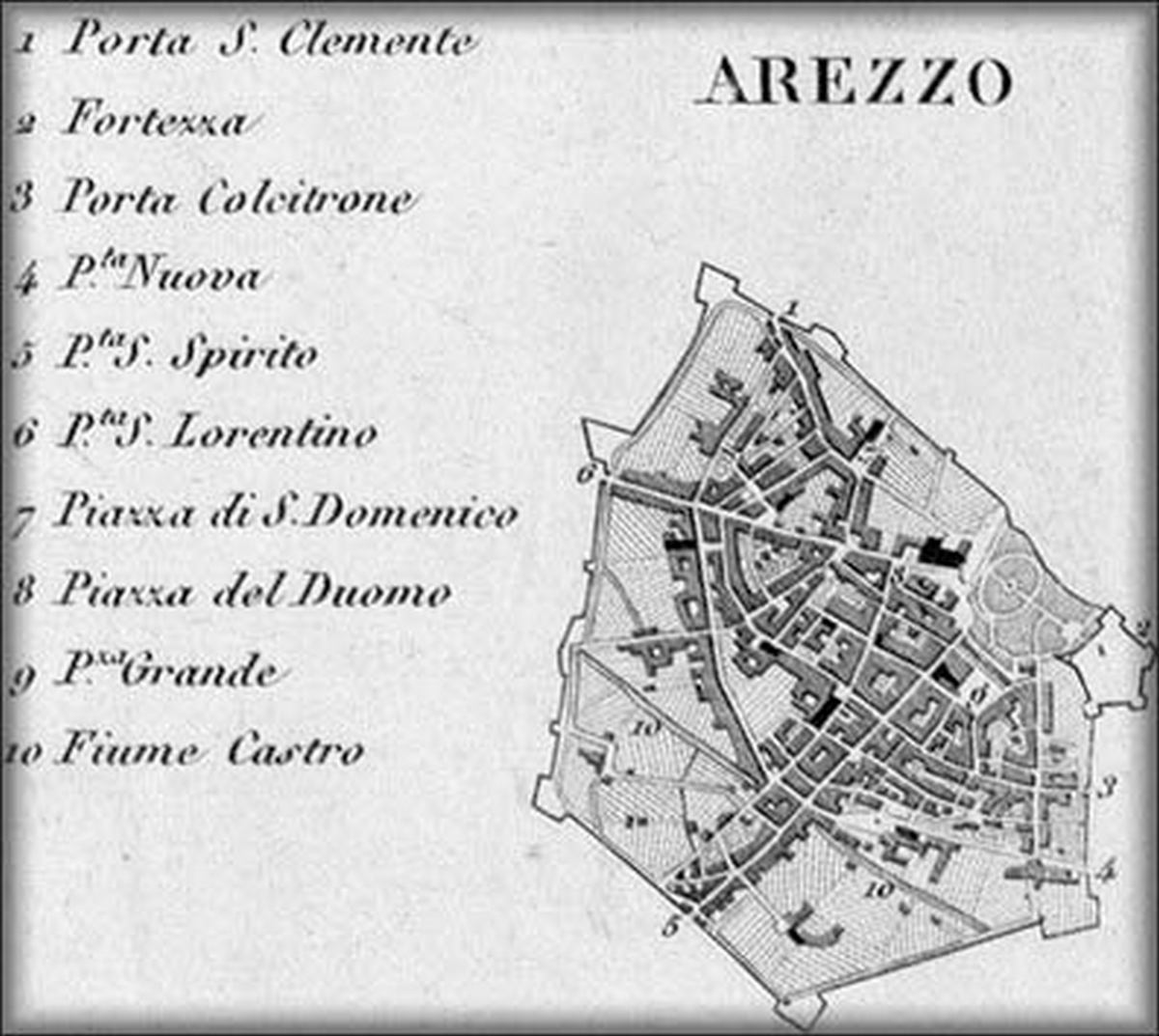
Mappa di Arezzo del dizionario geografico Repetti

Il territorio dipendente dal quartiere di Porta Crucifera ha origini molto antiche. In città, attualmente domina il centro storico, con le sue piazzette, i suoi vicoli e le sue chiese. Per quanto riguarda le antiche cortine della città, il quartiere controlla l'area a nord e nord est delle mura cittadine, fino a Staggiano. Più in là l'antica Viscontaria della Verona, che comprendeva Valsavignone, Bulcianum Bulcianellum, Canaleccia, Fratelle, in pratica una vasta area a nord di Pieve Santo Stefano.
Nei confini del suo territorio si trova gran parte del patrimonio artistico della città, a cominciare da Piazza Grande: una delle piazze più caratteristiche d'Italia. Un piccolo scrigno che raccoglie gli aspetti più significativi dell'arte architettonica: dal romanico al barocco, dal gotico al rinascimentale. In piazza Grande si ritrovano accanto alle caratteristiche case e torri medioevali, il loggiato di Vasari, il palazzetto della Fraternita dei Laici e Santa Maria della Pieve, una importante chiesa romanica caratterizzata dal suo campanile detto "delle cento buche". Sempre nel territorio di Porta Crucifera (o Colcitrone, come è chiamato il quartiere più popolare di Arezzo) sono da ricordare la Basilica di San Francesco dove ci sono gli affreschi di Piero della Francesca, la cattedrale con le imponenti vetrate di Guglielmo de Marcillat e la fortezza Medicea, una grande terrazza sui giardini del Prato e sulla città. La sede del quartiere di Porta Crucifera si trova nel palazzetto Alberti, in via San Niccolò, all'angolo con piaggia San Lorenzo, una ripida strada che prosegue in via di Fontanella e che in passato era la strada principale della città, l'antico borgo Maestro. Porta Crucifera lega il suo nome ed il suo territorio a una delle più belle manifestazioni storiche che si svolgono in Italia la Giostra del Saracino.
Dallo statuto del quartiere:

## La sede Palazzo Alberti

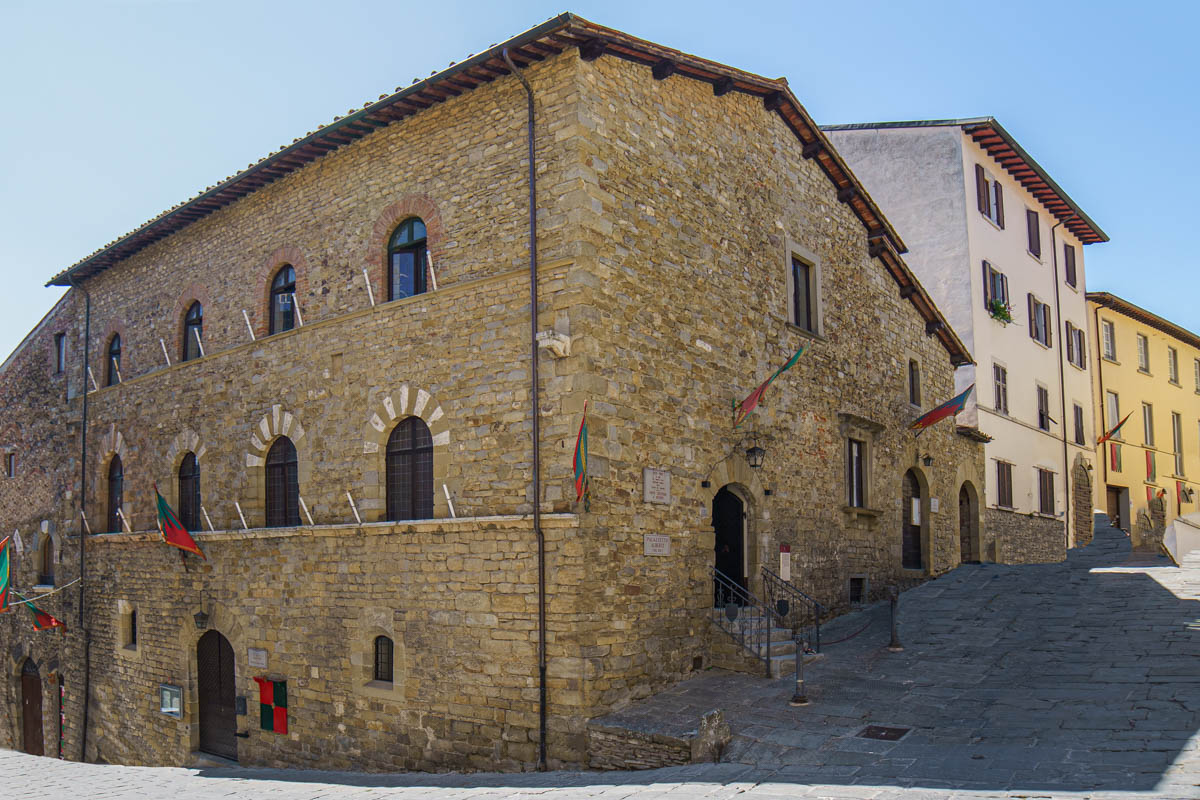
La sede del Quartiere - Palazzo Alberti XIV sec.

Il palazzetto Alberti, sede del Quartiere di Porta Crucifera, sebbene molto restaurato, è un magnifico esempio della edilizia aretina del Trecento. La famiglia Alberti, quantunque di origine fiorentina, entrò a far parte della nobiltà aretina per i grandi possedimenti terrieri che aveva nel contado di Arezzo. Gli Alberti, si unirono in consorteria con altre importanti famiglie guelfe della città e del contado.
È più verosimile che, nel XIV secolo, fosse stato dei Grinti, in quanto le due famiglie avevano da “Catenaria” la loro comune origine come comune era anche l’araldica, due catene collegate da un anello centrale, che ricorda l’Alpe di Catenaia, centro del loro dominio. Un bello stemma degli Alberti si vede ancora in via Pescioni in un edificio contiguo alla sede del Quartiere.
L’attuale edificio testimonia la sua origine di palazzetto nobiliare soprattutto se confrontato con gli edifici limitrofi. Si tratta in realtà di un sapiente rimaneggiamento dell’edificio che lo ha isolato in senso monumentale del tessuto urbanistico attiguo testimonianza del degrado urbano che la città ha subito nei secoli. La facciata e la struttura dell’edificio è in muratura realizzata in bei conci di pietra forte stuccati a vista.
Oggi il palazzetto si articola su tre piani.
Il piano terra, attualmente adibito a circolo e in passato a scuderia del Quartiere, si articola in un grande locale principale voltato a crociera e da alcuni locali minori ricavati nella parte posteriore. Importante un locale di forma circolare, scoperto durante i lavori di restauro, che va considerato un antico deposito di beni primari a servizio del palazzo. Il primo piano, che ospita le sale del Quartiere ed il museo, si mette in evidenza per la particolare struttura di prestigio che contraddistingue gli ambienti. Si tratta in questo caso del frutto del restauro dell’edificio che ha privilegiato piuttosto l’architettura rinascimentale sia nelle regole tipologiche dei volumi che nell’attenta composizione delle decorazioni in pietra. Ne risultano ambienti di particolare imponenza e di austera semplicità. Le sale di questo piano trovano ampio respiro nell’altezza dei medesimi e sono arricchite da un semplice ed elegante soffitto ligneo cassettonato che accentua lo sviluppo orizzontale delle sale, dando imponenza ai locali. L’ingresso a questi ambienti è costituito da una piccola e poco visibile porta ad arco tondo, posta sul lato sinistro dell’edificio e preceduta da una piccola scalinata. Il secondo piano ricalca planimetricamente il precedente, sebbene le sale siano più basse e meno imponenti. Si accede a questo secondo piano da un ingresso separato e questo ha fatto pensare che i locali fossero destinati ad attività non connesse direttamente al piano nobile. In questo piano sono assenti gli elementi architettonici di abbellimento.
Palazzo Alberti subì gravi danni durante i bombardamenti del dicembre 1943; nel 1956 fu concesso al Quartiere dal Comune (proprietario) il piano terra; nel 1957 il Prefetto ne apriva anche la sala delle vittorie al piano nobile; nel 1971 i costumi trovarono il loro giusto ambiente nell’ultimo piano; nel 1981 il Sindaco festeggiò la concessione del resto del piano nobile e il restauro della stalla; in luogo di questa, nel 1984, fu creato il circolo “rosso-verde”, successivamente denominato “Colcitrone”.

## Il museo

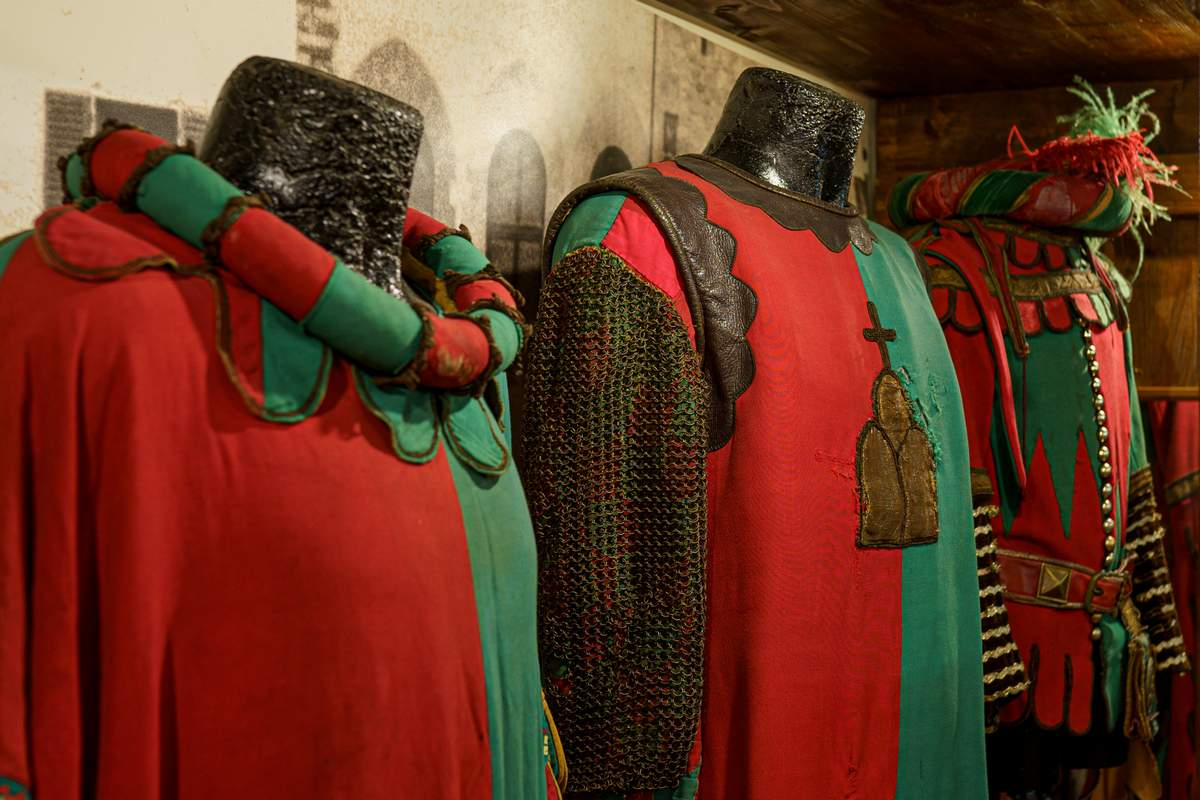
Gli abiti storici della Sala della Vestione

All'interno della sede di Palazzo Alberti è stato allestito il Museo del Quartiere di Porta Crucifera. Al suo interno libri, vessilli, armature, le Lance d'Oro, i cimeli delle casate, gli abiti storici dei figuranti e tanto altro.
All'ingresso si trova la "Sala degli Elmi" con gli elmi e le lance dei Cavalieri di Casata. Si prosegue nella "Sala delle Lance" dove sono custodite le Lance d'Oro vinte dal Quartiere e che viene utilizzata per le riunioni plenarie dei Soci. Si prosegue nella "Sala del Camino" dove sono esposti antichi abiti preziosi documenti storici. In successione troviamo la "Sala della Vestizione" con gli antichi abiti dei figuranti esposti assieme a quelli dei giostratori e del Capitano. Ultima sala è quella "multimediale" dove vengono proposti ai visitatori video con la storia gloriosa del Quartiere.

## La porta
Le prime testimonianze dei Quartieri aretini (Porte) risalgono all'inizio del Duecento: la loro nascita è da mettere in connessione con il completamento della sesta cinta muraria di Arezzo.
Fino a quando Arezzo conserva l'indipendenza (1384) i Quartieri sono alla base della vita amministrativa della città, svolgendo funzioni politiche, giudiziarie e fiscali: poi perdono d'importanza e alla fine del Seicento cambiano denominazione (San Clemente, San Lorentino, Santo Spirito e Crucifera).
I quartieri medievali vengono ripristinati nel terzo-quarto decennio del Novecento con il nome di rioni e la partecipazione alla Giostra del saracino diviene la loro principale ragion d'essere.
La porta che dà nome al quartiere si trovava sul lato orientale dell'attuale piazza di Porta Crucifera, e venne abbattuta nel 1890 per creare una più larga barriera, essendo il varco esistente "basso e stretto".

## Le casate di città e del contado
Ai quartieri di Arezzo sono state affidate alcune grandi famiglie aretine del medioevo ripartite in casate di città e del contado. Arezzo fu per motivazioni storiche, sicuramente una tra le città della Toscana che poteva vantare il maggior numero di antiche famiglie aristocratiche, tutte di investitura imperiale. La suddivisione è almeno inizialmente artificiale: le grandi famiglie di città erano in realtà famiglie feudali trasferitesi dal territorio in Arezzo attrattevi dal potere vescovile prima e comunale dopo.
Il corteo che anticipa la Giostra del Saracino vede sfilare anche gli emblemi ed i cavalieri delle famiglie nobili della città e del contado, che nei territori abbinati ai quartieri possedevano la dimora o avevano avuto feudi e consorterie, quindi peso politico e militare prima dell'ascesa del libero Comune. In questo modo si riesce a dare alla manifestazione una giustificazione e un collocamento storico chiaro.
Le grandi famiglie della città ebbero il momento di maggior gloria nello scontro con la vicina Firenze, rappresentante della nuova forza popolare e borghese.
Lo scontro della battaglia di Campaldino segnò l'inizio della parabola discendente delle grandi famiglie magnatizie aretine che erano riuscite a divenire coagulo del ghibellinismo italiano. 
La forza di queste famiglie era legata ai grandi feudi del territorio e al controllo della chiesa aretina. 
Nei secoli successivi si affermeranno altre grandi importanti famiglie, legate però principalmente al commercio e al dominio politico del Comune aretino.
Le casate che oggi vengono rappresentate dal quartiere nella Giostra del Saracino sono:
Casata dei Bacci: "D'argento, alla banda d'azzurro, caricata di tre stelle (8) d'oro, accompagnata nel capo da una testa di leone strappata al naturale, linguata di rosso"
Casata dei Pescioni: "D'azzurro al luccio d'argento, posto in banda"
Casata dei Brandaglia: "Di rosso, alla branca di leone al naturale, posta in palo e tenente negli artigli una palla d'oro"
Casata dei Bostoli: "inquartato in croce di Sant'Andrea d'argento e di rosso, alla banda d'azzurro, seminata di gigli d'oro, attraversante"
Le casate del contado rappresentano antiche famiglie che non si trasferirono in città, come i Montedoglio, ma preferirono rimanere nel territorio, sdegnose di venire a patti con il Comune e le nuove forze emergenti.
Rimasero in parte semi autonome almeno sino alla sottomissione fiorentina, esercitando il controllo militare del territorio.
Gran parte dello Stato faticosamente costruito dal Comune aretino, durante la seconda metà del Trecento, venne ad essere interessato dal fenomeno di sfaldamento operato anche dalle grandi famiglie aristocratiche del contado.
È bene precisare che il termine contado non è strettamente tecnico: si può comunque ritenere che questo termine interessi il grande territorio che durante i secoli sia rimasto durevolmente sotto l'egida politica ed economica della città di Arezzo.
Le casate del contado rappresentate dal quartiere di Porta Crucifera nella Giostra del Saracino di Arezzo sono:
I Conti di Montedoglio: "D'argento, all'aquila col volo abbassato di nero, rostrata e coronata d'oro, linguata di rosso"
I Nobili della Faggiola: "Di rosso, alla banda d'oro"

## Il santo protettore san Martino
Sebbene l'attuale chiesa del quartiere sia Santa Croce, giustamente è stato dato come protettore san Martino. L'antica chiesa di San Martino venne abbattuta per isolare la fortezza medicea dalla città. Si trovava in cima alla odierna piaggia di San Martino ed era di patronato dei Brandaglia. E tanto legati erano a tale chiesa che i Brandaglia si dicevano di San Martino. Il santo al quale era intitolata la chiesa, san Martino, potrebbe ricondurre la chiesa al periodo franco. Infatti il santo di Tours era a loro molto caro. Per l'antichità della chiesa e per lo stretto rapporto con la famiglia Brandaglia è giusto aver prescelto san Martino come santo protettore. La festa si celebra l'undici novembre di ogni anno dove oltre ad eventi di devozione si celebra il "battesimo del Quartierista".

## La chiesa Santa Croce

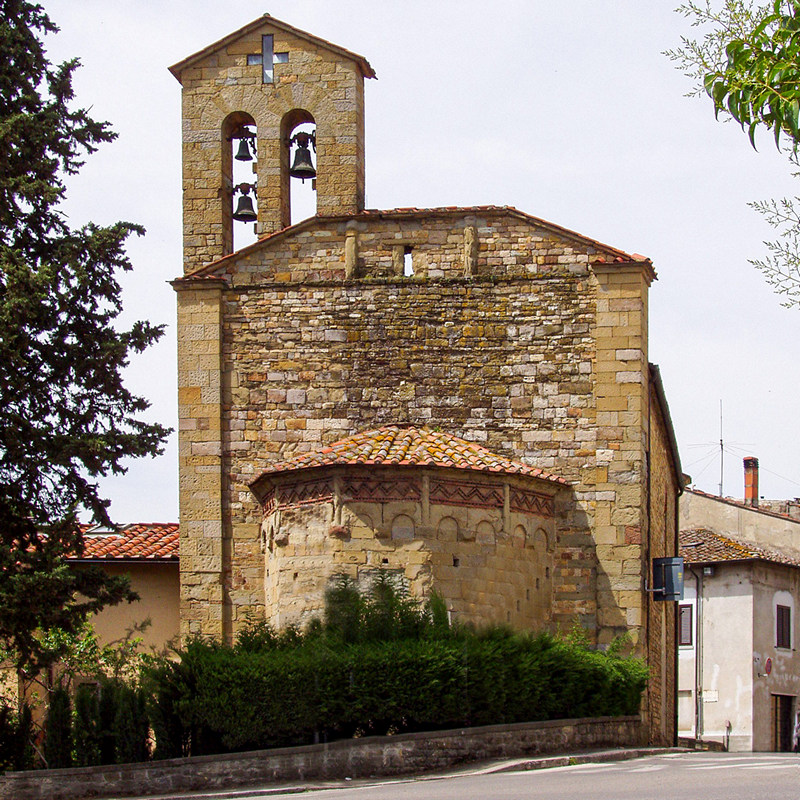
La chiesa di Santa Croce

La chiesa del Quartiere è S. Croce. Viene menzionata per la prima volta nel 1081 all’interno di una zona archeologica di grande importanza, etrusca e romana. La chiesa venne costruita in conseguenza del forte sviluppo urbano che dette vita ad un popoloso quartiere extra moenia a partire dal X secolo. Successivamente divenne chiesa di un vicino convento di benedettine, raso al suolo nel 1547 a causa del nuovo sistema fortificato che si andava realizzando nella zona. La chiesa non venne distrutta ma i restauri susseguenti e un bombardamento della ultima guerra mondiale che distrusse la chiesa hanno lasciato intatto solamente l’abside.
La chiesa presenta un interno di particolare fascino: semplicissimo ispira raccoglimento e silenzio. Rara caratteristica sono i vasi di terracotta inseriti nell’abside, e quindi originali, inseriti per migliorare la risonanza dell’edificio. Segno visibile della cura per il suono nella città dove visse il Grande Guido d’Arezzo. L’esterno della chiesa si è conservato nelle sue strutture originarie del XII secolo soltanto l’abside che è la parte più suggestiva dell’edificio, è semicircolare, secondo il Salmi, si deve ad una tarda risonanza di modi ravennati. Costruita in pietre conce e squadrate, la tribuna ha nel suo centro una piccola monofora ed è coronata da una serie di archetti semicircolari pensili, aggettati su mensole. Sopra gli archetti corre una decorazione in cotto a zig-zag, da riferirsi ad un influsso bizantino-ravennate.
La facciata è stata interamente ricostruita secondo i suggerimenti ricavati dalla zona rimasta interrata. Ecco cosa scrive U.Lumini: “ Un metro e venti al di sotto del piantito della chiesa rialzato nei secoli, è stato trovato l’impianto originario, soprattutto nella zona del presbiterio, dove rimangono i larghi avanzi di smalto in mattone pesto, quadrelli in pietra e pozzolana, che da all’impasto maggiore durezza. Questo ha permesso di riportare l’altezza della chiesa alle proporzioni originali, di risolvere tanti problemi, ma specialmente quello della facciata, essendosi ritrovata quella originale per un metro d’altezza: con due lesene agli angoli aggettati di 10 cm. Su di un fondo in pietrame squadrato e pulito come il perimetro dell’abside; le lesene in grossi blocchi in pietra concia aggettano su un muro di pietre irregolari, disposte a filetto, intramezzate da sassi murati a madonna, simili agli stipiti della porticina laterale. Come là un pezzo di travertino raccogliticcio, come là la malta è pozzolana pura. Intorno alla porta laterale di sinistra sopra l’architrave monolito. Gli stipiti più interni sono blocchi monoliti in pietra concia”.
Il campanile è stato ricostruito a vela come senza dubbio doveva essere quello originario, dopo che il bombardamento aveva distrutto quello a torre risalente a tempi abbastanza recenti. La consunta colonnina abbinata che si vede all’interno lungo la parete sinistra è originaria dell’antico e originario campanile a vela. La cosa senza dubbio più interessante della chiesa di S. Croce sono le tracce si due cappelle laterali absidale, scomparse a causa di un’apertura di una strada pubblica, e pera la demolizione del monastero a destra. Queste cappelle alludevano ad una caratteristica d’oltralpe soprattutto germanica, elemento che si spiega appunto con il fatto che S. Croce era un edificio monastico. La prima chiesa sembra essere stata a pianta rettangolare e abside, forse con una piccola cripta semicircolare. Verso la fine del XII secolo o ai primi del XIII venne rifatta l’abside ed aggiunte le cappelle laterali.
L’interno della chiesa semplicissimo e raccolto, ha un’altra rara caratteristica. Nel catino dell’abside sono stati rimessi in luce dei vasi di terracotta murati nello spessore del muro con la bocca rivolta verso l’interno della chiesa. Non furono murati per alleggerire la muratura, come talvolta si sente affermare, ma per assorbire il suono e migliorare la risonanza dell’edificio. Il basamento dell’altare maggiore è una grossa pietra rozzamente scolpita e qui portata dalla chiesa di S. Angelo di Capo Monte. Raffigura il sacrificio della Antica Alleanza (sacerdote che immola un agnello) e quello della Nuova Alleanza (pane e grappolo d’uva: Eucaristia).
Sulla facciata della chiesa è una bifora e non un occhio o una monofora. Perché? Non avendo alcun elemento per decidere si scelse la soluzione della bifora, basandosi sulla preferenza riscontrata in territorio aretino in chiesette romaniche duecentesche, che hanno la bifora in facciata: Per esempio le chiesette romaniche dette Badia sia a Loro Ciuffenna che a Castiglion Fiorentino.

## Eventi

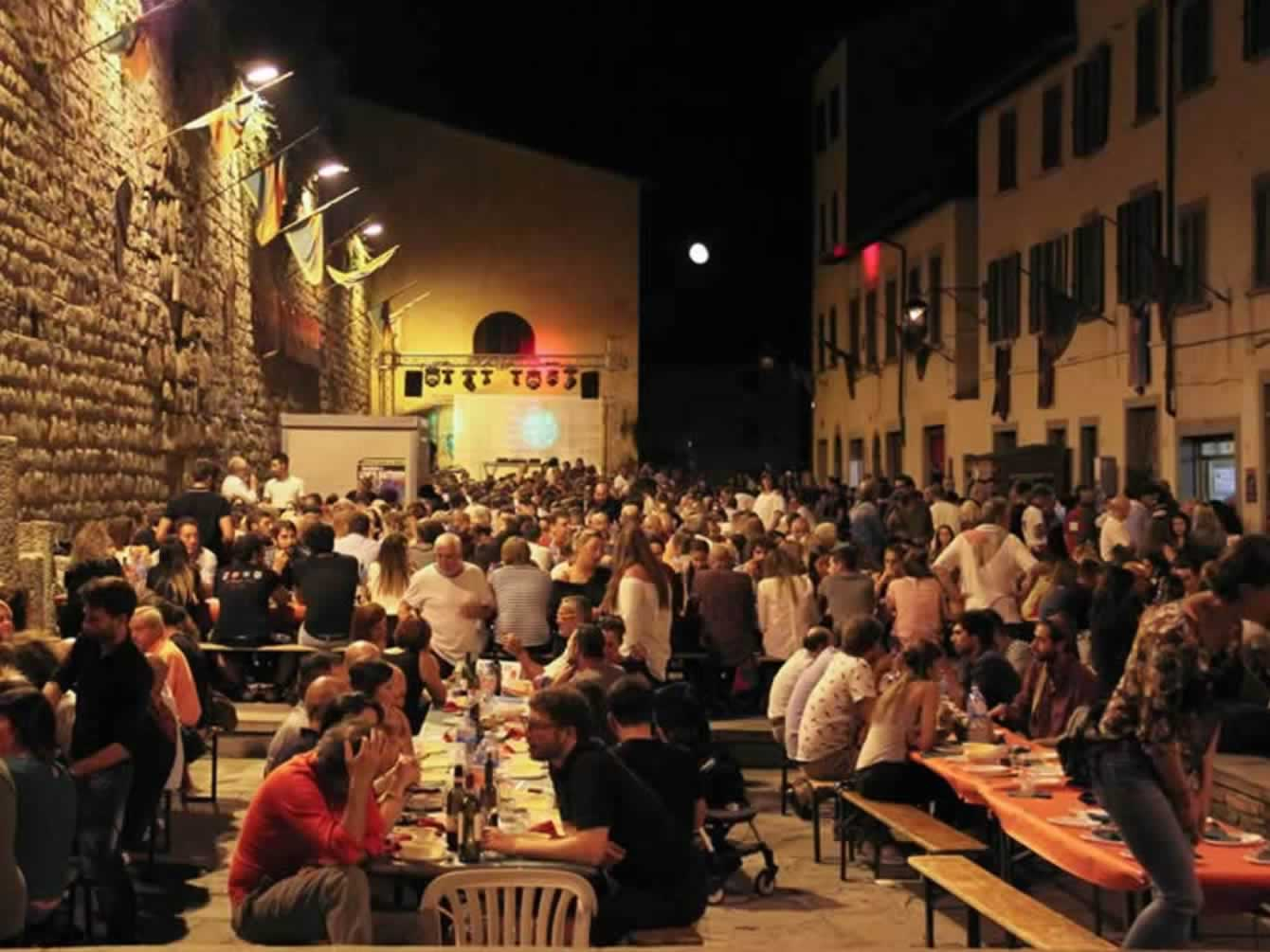
La cena del Maccherone

Nel Quartiere di Porta Crucifera, per la sua storia e le sue tradizioni, la Giostra del Saracino è vissuta un po’ tutto l’anno e tutta l’attività ruota intorno al Palazzetto Alberti dove si trova la Sede e il Circolo Colcitrone, punto di ritrovo e di aggregazione del popolo rosso-verde. Nel Circolo Colcitrone viene sviluppata tutta quell'attività ricreativa e di associazione che trova la sua massima espressione nei giorni della Giostra con la Cena Propiziatoria che si effettua il giorno che precede l'evento e che mette a tavola l’intero popolo rosso-verde (circa mille persone) in una scenografia sempre nuova e ricca di fascino.
In Piazza Grande i Quartieristi rosso-verdi sono sempre i grandi protagonisti anche nella coreografia e, quando in Piazza entrano gli armati, il cielo si riempie dei colori del Quartiere di Porta Crucifera. Naturalmente le emozioni più forti si vivono al momento della discesa sulla lizza dei giostratori, quando il cavaliere al Pozzo gira il cavallo verso il Buratto e parte al galoppo per cercare nell'impatto con il tabellone quel punto che potrebbe valere la Giostra.
Quando il Quartiere vince la Giostra, dopo la giusta euforia della Domenica si fanno i preparativi per il Te Deum di ringraziamento, che si tiene dopo qualche settimana. L'intero Quartiere è in festa e sfila per le vie della città esibendo tutte le lance d’oro vinte, fino alla Chiesa di S. Maria della Pieve dove viene celebrato il Te Deum Solenne in una splendida cornice ricca di suggestioni e di colori. Infine la Cena della Vittoria, dove vengono premiati i cavalieri che hanno portato la Lancia d'Oro e, naturalmente, l'ambito trofeo ha un posto privilegiato nella tavola imbandita.
Altro evento è la "cena del maccherone". Ogni anno, durante le due settimane che precedono il Saracino, più di 600 Quartieristi e non, si danno appuntamento allo Slargo Colcitrone per la tradizionale cena a base di pasta fresca all'uovo "il Maccherone" e buon vino. Inizialmente steso, preparato, cotto e condito con il ragù dalla "Giulia", adesso vede impegnate le bravissime donne del Quartiere che per giorni e giorni preparano questo gustoso manicaretto proponendolo nelle due edizioni annuali: a giugno e a settembre. La storia del "maccherone" risale agli anni ottanta: una decina di amici, allora ventenni, vennero sollecitati dalla Giulia, madre di uno di loro, che esortandoli con “Pigliate un tavolo e apparecchiate che i maccheroni ve li faccio io!” dette inizio alla tradizione.

## Albo d'Oro delle Giostre vittoriose
| nr | data                                 | Rettore e Capitano                                                      | Giostratori                            | Dedica della Lancia d'Oro |
| -- | ------------------------------------ | ----------------------------------------------------------------------- | -------------------------------------- | --- |
| 0  | 7 agosto 1931                        | Michele Bertelli, Giovanni Coppelli                                     | G. Battista Casucci e Gino Gabrielli   | La prima edizione della Giostra fu vinta dal Rione di Porta Burgi, poi soppresso. La lancia è custodita nella sala delle vittorie del Quartiere di Porta Crucifera                                                                                    |
| 1  | 18 settembre 1932                    | Gino Paci, Luigi Perticucci De Giudici                                  | Donato Gallorini e Tripoli Torrini     | |
| 2  | 9 giugno 1935                        | Cesare Verani, Emilio Vecoli                                            | Donato Gallorini e Tripoli Torrini     | |
| 3  | 13 giugno 1937                       | Gino Paci, Emilio Vecoli                                                | Arturo Vannozzi e Tripoli Torrini      | |
| 4  | 12 giugno 1938                       | Gino Brizzolari, Emilio Vecoli                                          | Arturo Vannozzi e Azelio Mugnai        | Giostra corsa in presenza dei Principi di Piemonte Umberto e Maria Josè di Savoia |
| 5  | 3 giugno 1939                        | Guglielmo Fracassi, Emilio Vecoli                                       | Arturo Vannozzi e Azelio Mugnai        | Giostra straordinaria corsa in onore di Achille Starace |
| 6  | 7 agosto 1949                        | Guglielmo Fracassi, Vittorio Farsetti                                   | Arturo Vannozzi e Tripoli Torrini      | |
| 7  | 4 settembre 1949                     | Guglielmo Fracassi, Vittorio Farsetti                                   | Arturo Vannozzi e Tripoli Torrini      | |
| 8  | 2 settembre 1951                     | V. Tenti e A. Morelli, Vittorio Farsetti                                | Arturo Vannozzi e Tripoli Torrini      | |
| 9  | 8 giugno 1952                        | Gino Paci, Vittorio Farsetti                                            | Arturo Vannozzi e Tripoli Torrini      | |
| 10 | 7 settembre 1952                     | Gino Paci, Vittorio Farsetti                                            | Arturo Vannozzi e Tripoli Torrini      | |
| 11 | 6 settembre 1953                     | Gino Paci, Vittorio Farsetti                                            | Arturo Vannozzi e Tripoli Torrini      | |
| 12 | 5 settembre 1954                     | Gino Paci, Vittorio Farsetti                                            | Arturo Vannozzi e Bruno Gori           | |
| 13 | 2 settembre 1956                     | Gino Paci, Vittorio Farsetti                                            | Arturo Vannozzi e Donato Gallorini     | |
| 14 | 7 settembre 1958                     | Renato Gasperini, Carlo Dissennati                                      | Arturo Vannozzi e Marino Gallorini     | |
| 15 | 4 settembre 1966                     | Aurelio Raffaelli, Vittorio Farsetti                                    | Ferdinando Leoni e Marcello Formica    | |
| 16 | 2 settembre 1973                     | Aurelio Raffaelli, Guido Raffaelli                                      | Vittorio Zama e Gabriele Tabanelli     | |
| 17 | 28 agosto 1976                       | Antonio Morelli, Guido Raffaelli                                        | Mario Capacci e Gabriele Tabanelli     | |
| 18 | 30 agosto 1980                       | Aldo Brunetti, Guido Raffaelli                                          | Franco Ricci e Gabriele Tabanelli      | |
| 19 | 7 settembre 1980                     | Aldo Brunetti, Guido Raffaelli                                          | Franco Ricci e Gabriele Tabanelli      | |
| 20 | 31 agosto 1986                       | Simone Occhini, Guido Raffaelli                                         | Eugenio Vannozzi e Marco Filippetti    | dedicata a San Donato Patrono di Arezzo (III-IV sec.) |
| 21 | 7 settembre 1986                     | Simone Occhini, Guido Raffaelli                                         | Eugenio Vannozzi e Marco Filippetti    | dedicata ai Quartieri della Città |
| 22 | 28 agosto 1988                       | Aldo Brunetti, Guido Raffaelli                                          | Eugenio Vannozzi e Marco Filippetti    | dedicata a San Donato Patrono di Arezzo (III-IV secolo) |
| 23 | 27 agosto 1989                       | Aldo Brunetti, Guido Raffaelli                                          | Eugenio Vannozzi e Marco Filippetti    | dedicata alla Battaglia di Campaldino (11 giugno 1289) |
| 24 | 25 agosto (corsa l'8 settembre) 1991 | Giorgio Marmorini, Guido Raffaelli                                      | Eugenio Vannozzi e Marco Filippetti    | dedicata al LXX anniversario della ripresa della Giostra (1931-1991) |
| 25 | 30 agosto 1992                       | Giorgio Marmorini, Guido Raffaelli                                      | Eugenio Vannozzi e Marco Filippetti    | dedicata a Pietro Aretino (1492-1556) |
| 26 | 29 agosto 1993                       | Giorgio Marmorini, Guido Raffaelli                                      | Eugenio Vannozzi e Marco Filippetti    | dedicata a Ferdinando I de' Medici, granduca di Toscana per il quale fu corsa una Giostra il 23 maggio 1593 |
| 27 | 3 settembre 1995                     | Giorgio Marmorini, Guido Raffaelli                                      | Alessandro Vannozzi e Marco Filippetti | dedicata a Guido d'Arezzo (990/1000-1081 circa) |
| 28 | 3 settembre 2000                     | Aldo Brunetti, Guido Raffaelli                                          | Alessandro Vannozzi e Daniele Gori     | dedicata a Alessandro del Borro (1600-1656) |
| 29 | 9 settembre 2000                     | Aldo Brunetti, Guido Raffaelli                                          | Alessandro Vannozzi e Daniele Gori     | dedicata a San Donato Patrono di Arezzo (III-IV secolo) |
| 30 | 17 giugno 2001                       | Aldo Brunetti, Rodolfo Raffaelli                                        | Alessandro Vannozzi e Daniele Gori     | dedicata a Faustina degli Azzi (1650-1724) |
| 31 | 22 giugno 2002                       | Aldo Brunetti, Maurizio Fazzuoli                                        | Alessandro Vannozzi e Daniele Gori     | dedicata a Cenni di Pepe o Pepo detto "Cimabue" (1245 circa-1302) |
| 32 | 4 settembre 2005                     | Marco Ercolini, Maurizio Fazzuoli                                       | Alessandro Vannozzi e Marco Cherici    | dedicata a Federico Nomi (1633-1705) |
| 33 | 21 giugno 2008                       | Marco Ercolini, Maurizio Fazzuoli                                       | Alessandro Vannozzi e Marco Cherici    | dedicata a Guglielmino degli Ubertini, vescovo e signore di Arezzo, morto nella battaglia di Campaldino l'11 giugno 1289, in occasione della traslazione delle Sue spoglie da Certomondo di Poppi alla Cattedrale dei Santi Pietro e Donato di Arezzo |
| 34 | 20 giugno 2009                       | Marco Ercolini, Mario Francoia                                          | Alessandro Vannozzi e Carlo Farsetti   | dedicata ai Fratelli Della Robbia |
| 35 | 5 settembre 2010                     | Marco Ercolini, Mario Francoia                                          | Alessandro Vannozzi e Carlo Farsetti   | dedicata a Giorgio Vasari in occasione del quinto centenario della nascita avvenuta nel 1511 |
| 36 | 4 settembre 2011                     | Marco Ercolini, Maurizio Fazzuoli                                       | Alessandro Vannozzi e Carlo Farsetti   | dedicata a Spinello di Luca Spinelli detto Spinello Aretino (1346-1410) |
| 37 | 20 giugno 2015                       | Alessandro Pommella (Vicario Simone Catalani), Niccolò Cherici Mascagni | Alessandro Vannozzi e Filippo Fardelli | dedicata alla liberazione del campo di concentramento di Auschwitz |
| 38 | 5 settembre 2021                     | Andrea Fazzuoli, Alberto Branchi                                        | Adalberto Rauco e Lorenzo Vanneschi    | Dedicata ai 700 anni dalla morte di Dante Alighieri |
| 39 | 3 settembre 2023                     | Andrea Fazzuoli, Alberto Branchi                                        | Lorenzo Vanneschi e Niccolò Paffetti   | Dedicata alla Società Sportiva Arezzo, nel 100º anno dalla sua fondazione. |